# Нестореску, Вирджил
Вирджил Нестореску (8 февраля 1929, Бузэу - 21 июня 20181 Архивная копия от 13 сентября 2018 на Wayback Machine) — румынский шахматный композитор; международный мастер (1980), гроссмейстер (2001) по шахматной композиции. 12-кратный чемпион страны по составлению задач и этюдов. Председатель Комиссии по шахматной композиции Румынии (с 1972), редактор отдела шахматной композиции журнала «Ревиста ромынэ де шах» (1954—1960). Доктор филологии.
С 1948 опубликовал 450 композиций, из них 145 этюдов. На конкурсах удостоен 45 первых призов и 220 других призов и отличий. В этюдах уделяет основное внимание сближению с идеями практической игры.

## Композиции
|   | a | b | c | d | e | f | g | h |   |
| - | --- | --- | --- | --- | --- | --- | --- | --- | - |
| 8 | c7 белый король · h7 белый слон · b6 чёрная пешка · g5 белая пешка · e4 белая пешка · d3 чёрный король · g3 белый конь · a2 чёрная пешка · d2 чёрный слон · f2 белая пешка | c7 белый король · h7 белый слон · b6 чёрная пешка · g5 белая пешка · e4 белая пешка · d3 чёрный король · g3 белый конь · a2 чёрная пешка · d2 чёрный слон · f2 белая пешка | c7 белый король · h7 белый слон · b6 чёрная пешка · g5 белая пешка · e4 белая пешка · d3 чёрный король · g3 белый конь · a2 чёрная пешка · d2 чёрный слон · f2 белая пешка | c7 белый король · h7 белый слон · b6 чёрная пешка · g5 белая пешка · e4 белая пешка · d3 чёрный король · g3 белый конь · a2 чёрная пешка · d2 чёрный слон · f2 белая пешка | c7 белый король · h7 белый слон · b6 чёрная пешка · g5 белая пешка · e4 белая пешка · d3 чёрный король · g3 белый конь · a2 чёрная пешка · d2 чёрный слон · f2 белая пешка | c7 белый король · h7 белый слон · b6 чёрная пешка · g5 белая пешка · e4 белая пешка · d3 чёрный король · g3 белый конь · a2 чёрная пешка · d2 чёрный слон · f2 белая пешка | c7 белый король · h7 белый слон · b6 чёрная пешка · g5 белая пешка · e4 белая пешка · d3 чёрный король · g3 белый конь · a2 чёрная пешка · d2 чёрный слон · f2 белая пешка | c7 белый король · h7 белый слон · b6 чёрная пешка · g5 белая пешка · e4 белая пешка · d3 чёрный король · g3 белый конь · a2 чёрная пешка · d2 чёрный слон · f2 белая пешка | 8 |
| 7 | c7 белый король · h7 белый слон · b6 чёрная пешка · g5 белая пешка · e4 белая пешка · d3 чёрный король · g3 белый конь · a2 чёрная пешка · d2 чёрный слон · f2 белая пешка | c7 белый король · h7 белый слон · b6 чёрная пешка · g5 белая пешка · e4 белая пешка · d3 чёрный король · g3 белый конь · a2 чёрная пешка · d2 чёрный слон · f2 белая пешка | c7 белый король · h7 белый слон · b6 чёрная пешка · g5 белая пешка · e4 белая пешка · d3 чёрный король · g3 белый конь · a2 чёрная пешка · d2 чёрный слон · f2 белая пешка | c7 белый король · h7 белый слон · b6 чёрная пешка · g5 белая пешка · e4 белая пешка · d3 чёрный король · g3 белый конь · a2 чёрная пешка · d2 чёрный слон · f2 белая пешка | c7 белый король · h7 белый слон · b6 чёрная пешка · g5 белая пешка · e4 белая пешка · d3 чёрный король · g3 белый конь · a2 чёрная пешка · d2 чёрный слон · f2 белая пешка | c7 белый король · h7 белый слон · b6 чёрная пешка · g5 белая пешка · e4 белая пешка · d3 чёрный король · g3 белый конь · a2 чёрная пешка · d2 чёрный слон · f2 белая пешка | c7 белый король · h7 белый слон · b6 чёрная пешка · g5 белая пешка · e4 белая пешка · d3 чёрный король · g3 белый конь · a2 чёрная пешка · d2 чёрный слон · f2 белая пешка | c7 белый король · h7 белый слон · b6 чёрная пешка · g5 белая пешка · e4 белая пешка · d3 чёрный король · g3 белый конь · a2 чёрная пешка · d2 чёрный слон · f2 белая пешка | 7 |
| 6 | c7 белый король · h7 белый слон · b6 чёрная пешка · g5 белая пешка · e4 белая пешка · d3 чёрный король · g3 белый конь · a2 чёрная пешка · d2 чёрный слон · f2 белая пешка | c7 белый король · h7 белый слон · b6 чёрная пешка · g5 белая пешка · e4 белая пешка · d3 чёрный король · g3 белый конь · a2 чёрная пешка · d2 чёрный слон · f2 белая пешка | c7 белый король · h7 белый слон · b6 чёрная пешка · g5 белая пешка · e4 белая пешка · d3 чёрный король · g3 белый конь · a2 чёрная пешка · d2 чёрный слон · f2 белая пешка | c7 белый король · h7 белый слон · b6 чёрная пешка · g5 белая пешка · e4 белая пешка · d3 чёрный король · g3 белый конь · a2 чёрная пешка · d2 чёрный слон · f2 белая пешка | c7 белый король · h7 белый слон · b6 чёрная пешка · g5 белая пешка · e4 белая пешка · d3 чёрный король · g3 белый конь · a2 чёрная пешка · d2 чёрный слон · f2 белая пешка | c7 белый король · h7 белый слон · b6 чёрная пешка · g5 белая пешка · e4 белая пешка · d3 чёрный король · g3 белый конь · a2 чёрная пешка · d2 чёрный слон · f2 белая пешка | c7 белый король · h7 белый слон · b6 чёрная пешка · g5 белая пешка · e4 белая пешка · d3 чёрный король · g3 белый конь · a2 чёрная пешка · d2 чёрный слон · f2 белая пешка | c7 белый король · h7 белый слон · b6 чёрная пешка · g5 белая пешка · e4 белая пешка · d3 чёрный король · g3 белый конь · a2 чёрная пешка · d2 чёрный слон · f2 белая пешка | 6 |
| 5 | c7 белый король · h7 белый слон · b6 чёрная пешка · g5 белая пешка · e4 белая пешка · d3 чёрный король · g3 белый конь · a2 чёрная пешка · d2 чёрный слон · f2 белая пешка | c7 белый король · h7 белый слон · b6 чёрная пешка · g5 белая пешка · e4 белая пешка · d3 чёрный король · g3 белый конь · a2 чёрная пешка · d2 чёрный слон · f2 белая пешка | c7 белый король · h7 белый слон · b6 чёрная пешка · g5 белая пешка · e4 белая пешка · d3 чёрный король · g3 белый конь · a2 чёрная пешка · d2 чёрный слон · f2 белая пешка | c7 белый король · h7 белый слон · b6 чёрная пешка · g5 белая пешка · e4 белая пешка · d3 чёрный король · g3 белый конь · a2 чёрная пешка · d2 чёрный слон · f2 белая пешка | c7 белый король · h7 белый слон · b6 чёрная пешка · g5 белая пешка · e4 белая пешка · d3 чёрный король · g3 белый конь · a2 чёрная пешка · d2 чёрный слон · f2 белая пешка | c7 белый король · h7 белый слон · b6 чёрная пешка · g5 белая пешка · e4 белая пешка · d3 чёрный король · g3 белый конь · a2 чёрная пешка · d2 чёрный слон · f2 белая пешка | c7 белый король · h7 белый слон · b6 чёрная пешка · g5 белая пешка · e4 белая пешка · d3 чёрный король · g3 белый конь · a2 чёрная пешка · d2 чёрный слон · f2 белая пешка | c7 белый король · h7 белый слон · b6 чёрная пешка · g5 белая пешка · e4 белая пешка · d3 чёрный король · g3 белый конь · a2 чёрная пешка · d2 чёрный слон · f2 белая пешка | 5 |
| 4 | c7 белый король · h7 белый слон · b6 чёрная пешка · g5 белая пешка · e4 белая пешка · d3 чёрный король · g3 белый конь · a2 чёрная пешка · d2 чёрный слон · f2 белая пешка | c7 белый король · h7 белый слон · b6 чёрная пешка · g5 белая пешка · e4 белая пешка · d3 чёрный король · g3 белый конь · a2 чёрная пешка · d2 чёрный слон · f2 белая пешка | c7 белый король · h7 белый слон · b6 чёрная пешка · g5 белая пешка · e4 белая пешка · d3 чёрный король · g3 белый конь · a2 чёрная пешка · d2 чёрный слон · f2 белая пешка | c7 белый король · h7 белый слон · b6 чёрная пешка · g5 белая пешка · e4 белая пешка · d3 чёрный король · g3 белый конь · a2 чёрная пешка · d2 чёрный слон · f2 белая пешка | c7 белый король · h7 белый слон · b6 чёрная пешка · g5 белая пешка · e4 белая пешка · d3 чёрный король · g3 белый конь · a2 чёрная пешка · d2 чёрный слон · f2 белая пешка | c7 белый король · h7 белый слон · b6 чёрная пешка · g5 белая пешка · e4 белая пешка · d3 чёрный король · g3 белый конь · a2 чёрная пешка · d2 чёрный слон · f2 белая пешка | c7 белый король · h7 белый слон · b6 чёрная пешка · g5 белая пешка · e4 белая пешка · d3 чёрный король · g3 белый конь · a2 чёрная пешка · d2 чёрный слон · f2 белая пешка | c7 белый король · h7 белый слон · b6 чёрная пешка · g5 белая пешка · e4 белая пешка · d3 чёрный король · g3 белый конь · a2 чёрная пешка · d2 чёрный слон · f2 белая пешка | 4 |
| 3 | c7 белый король · h7 белый слон · b6 чёрная пешка · g5 белая пешка · e4 белая пешка · d3 чёрный король · g3 белый конь · a2 чёрная пешка · d2 чёрный слон · f2 белая пешка | c7 белый король · h7 белый слон · b6 чёрная пешка · g5 белая пешка · e4 белая пешка · d3 чёрный король · g3 белый конь · a2 чёрная пешка · d2 чёрный слон · f2 белая пешка | c7 белый король · h7 белый слон · b6 чёрная пешка · g5 белая пешка · e4 белая пешка · d3 чёрный король · g3 белый конь · a2 чёрная пешка · d2 чёрный слон · f2 белая пешка | c7 белый король · h7 белый слон · b6 чёрная пешка · g5 белая пешка · e4 белая пешка · d3 чёрный король · g3 белый конь · a2 чёрная пешка · d2 чёрный слон · f2 белая пешка | c7 белый король · h7 белый слон · b6 чёрная пешка · g5 белая пешка · e4 белая пешка · d3 чёрный король · g3 белый конь · a2 чёрная пешка · d2 чёрный слон · f2 белая пешка | c7 белый король · h7 белый слон · b6 чёрная пешка · g5 белая пешка · e4 белая пешка · d3 чёрный король · g3 белый конь · a2 чёрная пешка · d2 чёрный слон · f2 белая пешка | c7 белый король · h7 белый слон · b6 чёрная пешка · g5 белая пешка · e4 белая пешка · d3 чёрный король · g3 белый конь · a2 чёрная пешка · d2 чёрный слон · f2 белая пешка | c7 белый король · h7 белый слон · b6 чёрная пешка · g5 белая пешка · e4 белая пешка · d3 чёрный король · g3 белый конь · a2 чёрная пешка · d2 чёрный слон · f2 белая пешка | 3 |
| 2 | c7 белый король · h7 белый слон · b6 чёрная пешка · g5 белая пешка · e4 белая пешка · d3 чёрный король · g3 белый конь · a2 чёрная пешка · d2 чёрный слон · f2 белая пешка | c7 белый король · h7 белый слон · b6 чёрная пешка · g5 белая пешка · e4 белая пешка · d3 чёрный король · g3 белый конь · a2 чёрная пешка · d2 чёрный слон · f2 белая пешка | c7 белый король · h7 белый слон · b6 чёрная пешка · g5 белая пешка · e4 белая пешка · d3 чёрный король · g3 белый конь · a2 чёрная пешка · d2 чёрный слон · f2 белая пешка | c7 белый король · h7 белый слон · b6 чёрная пешка · g5 белая пешка · e4 белая пешка · d3 чёрный король · g3 белый конь · a2 чёрная пешка · d2 чёрный слон · f2 белая пешка | c7 белый король · h7 белый слон · b6 чёрная пешка · g5 белая пешка · e4 белая пешка · d3 чёрный король · g3 белый конь · a2 чёрная пешка · d2 чёрный слон · f2 белая пешка | c7 белый король · h7 белый слон · b6 чёрная пешка · g5 белая пешка · e4 белая пешка · d3 чёрный король · g3 белый конь · a2 чёрная пешка · d2 чёрный слон · f2 белая пешка | c7 белый король · h7 белый слон · b6 чёрная пешка · g5 белая пешка · e4 белая пешка · d3 чёрный король · g3 белый конь · a2 чёрная пешка · d2 чёрный слон · f2 белая пешка | c7 белый король · h7 белый слон · b6 чёрная пешка · g5 белая пешка · e4 белая пешка · d3 чёрный король · g3 белый конь · a2 чёрная пешка · d2 чёрный слон · f2 белая пешка | 2 |
| 1 | c7 белый король · h7 белый слон · b6 чёрная пешка · g5 белая пешка · e4 белая пешка · d3 чёрный король · g3 белый конь · a2 чёрная пешка · d2 чёрный слон · f2 белая пешка | c7 белый король · h7 белый слон · b6 чёрная пешка · g5 белая пешка · e4 белая пешка · d3 чёрный король · g3 белый конь · a2 чёрная пешка · d2 чёрный слон · f2 белая пешка | c7 белый король · h7 белый слон · b6 чёрная пешка · g5 белая пешка · e4 белая пешка · d3 чёрный король · g3 белый конь · a2 чёрная пешка · d2 чёрный слон · f2 белая пешка | c7 белый король · h7 белый слон · b6 чёрная пешка · g5 белая пешка · e4 белая пешка · d3 чёрный король · g3 белый конь · a2 чёрная пешка · d2 чёрный слон · f2 белая пешка | c7 белый король · h7 белый слон · b6 чёрная пешка · g5 белая пешка · e4 белая пешка · d3 чёрный король · g3 белый конь · a2 чёрная пешка · d2 чёрный слон · f2 белая пешка | c7 белый король · h7 белый слон · b6 чёрная пешка · g5 белая пешка · e4 белая пешка · d3 чёрный король · g3 белый конь · a2 чёрная пешка · d2 чёрный слон · f2 белая пешка | c7 белый король · h7 белый слон · b6 чёрная пешка · g5 белая пешка · e4 белая пешка · d3 чёрный король · g3 белый конь · a2 чёрная пешка · d2 чёрный слон · f2 белая пешка | c7 белый король · h7 белый слон · b6 чёрная пешка · g5 белая пешка · e4 белая пешка · d3 чёрный король · g3 белый конь · a2 чёрная пешка · d2 чёрный слон · f2 белая пешка | 1 |
|   | a | b | c | d | e | f | g | h |   |

1.е5+ Kpd4 (1. ... Крс3 2.е6 а1Ф 3.е7 Фа7+ 4.Kpd6 Cf4+ 5.Кре6 Фb8 6.Ке4+ и 7.Кf6 с ничьей) 

2.g6! (ошибочно 2.е6? а1Ф 3.е7 Фа7+ 4.Крс8 С:g5 5.е8Ф Фа8+ с выигрышем) 

2. ... Cf4 (2. ... а1Ф 3.g7 Фа7+ 4.Крс8 Фа8+ 5.Крс7 — ничья) 

3.g7!! (белые жертвуют обе проходные пешки для создания позиции вечного шаха) 

3. ... С:е5+ 4.Kpd7 С:g7 5.Ке2+ Кре5 (5. ... Крс5 6.Kc1) 

6.f4+ Kpf6 7.Кс3! а1Ф 8.Ке4+ Kpf7 9.Kg5+ Kpf8 

10.Ке6+ Kpf7 11.Kg5+ Kpf6 12.Ke4+ — ничья. 

## Книги
- Dobrescu E., Nestorescu V. Compoziția șahistă în România.— București: Editura Stadion, 1974. (рум.)
- Dobrescu E., Nestorescu V. Studii de șah.— București: Editura Sport-Turism, 1984. (рум.)
- Nestorescu V. Probleme și studii alese.— București: Gambit, 1999. (рум.)
- Nestorescu V. Miniaturi în alb și negru.— București: Gambit, 2003. ISBN 973-85337-1-6 (рум.)
- Nestorescu V. Termenii de șah și aventurile lor.— București: Gambit, 2012 (рум.)
- Nestorescu V.,  Petrovici V., Stere M. Miniaturi șahiste românești. Antologie.— ARHIȘAH, 2014. (рум.)